# Хлыновская, Евдокия Степановна
Евдокия Степановна Хлыновская (1884 — ноябрь 1971) — казахский советский политический, государственный деятель. Первая женщина Нарком Казахской АССР.

## Биография
Родилась в 1884 году в станице Кокпектинской Зайсанского уезда Семипалатинской области в казачьей семье. Русская. Член Коммунистической партии с 1920 г.
Окончила школу политграмоты 1-й ступени.
1920—1921. Переписчица, младшая конторщица Кокпектинского райкомпрода.
1921—1922. Организатор по работе среди женщин Кокпектинского райкома РКП(б) Семипалатинской губернии.
1922. Заместитель заведующего женотделом Зайсанского уездного комитета РКП(б), работала в собственном с мужем сельском хозяйстве, Омская губерния.
1922—1924. Секретарь Маметекского сельсовета, учительница русского языка на дому .
1924—1925. Женорганизатор, конторщица потребсоюза, заведующая женотделом Кокпектинского волкома РКП(б).
1925—1926. Заведующая женотделом Благодарненского волостного комитета РКП(б) Зайсанского уезда.
1926—1927. Заместитель заведующего отделом, организатор по работе среди женщин Риддерского райкома ВКП(б).
04.-09.1927 — член коллегии Наркомата здравоохранения Казахской АССР.
1927—1928. На излечении от неврастении, швея на дому, с. Кокпекты.
1928 — член правления Казахской конторы Сельскохозяйственного банка СССР.
09.1928-03.1931. Нарком социального обеспечения КАССР.
1931 — директор Биликульского совхоза треста «Скотовод» Аулие-Атинского района.
1931—1932. Член коллегии Наркомата земледелия КАССР.
1932—1935. Председатель Крайпромстрахкассы.
1935 — в распоряжении Казкрайкома ВКП(б), на лечении.
Член КазЦИК 5-6-го созывов.